# Ammophila altigena
Ammophila altigena är en biart som beskrevs av Gussakovskij 1930. Ammophila altigena ingår i släktet Ammophila och familjen grävsteklar. Inga underarter finns listade i Catalogue of Life.